# Lièvre de mars
Pour l’article homonyme, voir Le Lièvre de Mars.
Le Lièvre de mars (en anglais : March Hare) est un personnage de Lewis Carroll, apparaissant aux côtés du Chapelier fou dans le roman Les Aventures d'Alice au pays des merveilles (1865).

## Apparitions dansAlice
Tout comme son compagnon le Chapelier fou, le Lièvre de mars se considère comme tenu de participer pour toujours à une partie de thé, depuis que le Chapelier est censé avoir « tué le temps » lorsqu'il a chanté pour la Reine de cœur. Il est présenté comme vivant dans une maison où tout le mobilier est découpé en forme de tête de lièvre, ce qui conduit Alice à penser qu'il est effectivement complètement fou. Une illustration de John Tenniel le montre avec de la paille sur la tête, une représentation habituelle de la folie à l'époque victorienne. Le Lièvre de mars réapparait lors du procès, puis une dernière fois sous le nom de « Haigha » - Lewis Carroll nous dit qu'il rime avec « mayor » (maire) - messager personnel du Roi blanc dans De l'autre côté du miroir (1871).

## «Fou comme un lièvre de mars»
Selon Alice, le Lièvre de mars serait « le plus intéressant, et peut-être qu'en mai il ne serait pas fou à lier - pas aussi fou qu'en mars, tout du moins. »
« Fou comme un lièvre de mars » (Mad as a March hare) est une expression courante à l'époque de Carroll ; elle figure dans le recueil de proverbes de John Heywood en 1546. Martin Gardner explique dans The Annotated Alice que l'origine de ce proverbe est une croyance populaire sur le comportement des lièvres au début de la période de reproduction, qui s'étend de février à septembre en Angleterre. Au début de cette période, les femelles qui ne sont pas réceptives repoussent les assauts des mâles avec leurs pattes de devant. Cela a été interprété à tort comme des combats prénuptiaux de mâles.

## Hommage
Est nommé en l'honneur du personnage (6736) Lièvredemars, un astéroïde de la ceinture principale découvert en mars 1993.

## Reprises du personnage
- Le long métrage d'animation Alice au pays des merveilles (1951) des studios Disney présente le Lièvre de mars comme confus et délirant. Il propose sans cesse une tasse de thé à Alice, mais pose distraitement la tasse hors de sa portée ou la lui reprend des mains alors qu'elle s'apprête à boire.

- Dans le jeu vidéo American McGee's Alice, le Lièvre de mars est dépeint comme une victime des expérimentations du Chapelier fou. Le loir et lui ont été transformés en cyborgs mécaniques. Dans la suite Alice : Retour au pays de la folie (Alice: Madness Returns), le Lièvre de mars et son acolyte le Loir ont renversé la situation et ont pris possession du domaine du Chapelier après lui avoir dérobé ses bras et ses jambes.

- Dans le roman Aliss de l'auteur québécois Patrick Senécal, le Lièvre de mars est représenté par le personnage de Chair (il est toujours obsédé par le thé et est encore associé avec l'équivalent du Chapelier fou, soit le personnage de Bone).

- Le Lièvre de mars est présent dans la deuxième version d'Alice au pays des merveilles (2010) produite par les studios Disney et réalisée par Tim Burton. Son nom complet est Thackery Earwicket. Il apparaît une première fois dans la scène du thé avec Tarrant Hightopp le Chapelier fou, Mallymkun le Loir et Chessur le Chat du Cheshire. On le voit une deuxième fois dans la cuisine de la Reine blanche, faisant frénétiquement cuire des plats, puis une troisième lors des scènes du Jour frabieu, lorsque Alice doit affronter le Jabberwocky. Il rejoint la bataille avec les autres personnages utilisant nerveusement une louche comme arme.

- Dans le manga Pandora Hearts, la chain contrôlée par Reim est nommée March Hare (Lièvre de Mars).
- Une BD de Cothias et Parras s'intitule Le Lièvre de mars. Bien que l'intrigue n'ait rien à voir avec le roman de Lewis Carroll, un des personnages se nomme Alice.
- Dans le manga Alice au royaume de cœur, un lièvre de mars du nom d'Elliot est l'employé du chapelier qui est chef de la mafia.
- Louise Warren, Le Lièvre de Mars, Montréal, L'Hexagone, 1994. POÉSIE.